# 약사여래

팔공산 동화사의 통일약사여래대불

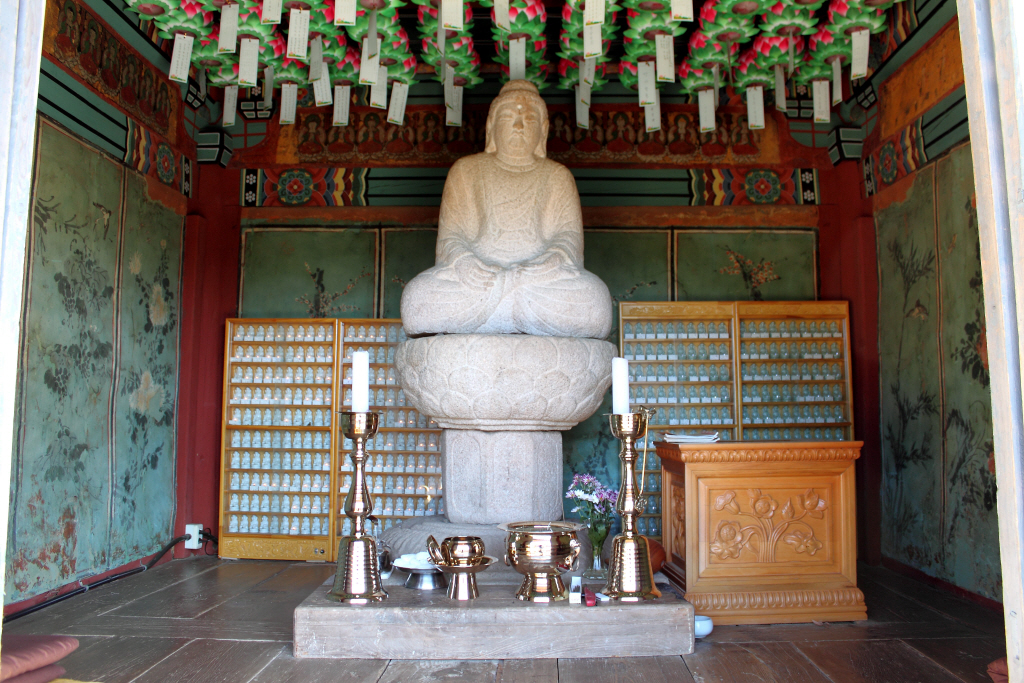
경상남도 창녕군 관룡사 약사여래불

약사여래 또는 약사유리광여래, 약사불은 불교에서 중생의 모든 병을 고쳐주는 부처, 즉, 의사와 약사의 역할을 하는 부처(Medicine Buddha)를 말한다.
약사신앙은 『약사여래본원공덕경』에 근거한다. 아미타불의 48대서원과 함께 약사여래의 12대서원이 유명하다.
대한민국의 대표적인 약사여래 사찰은 팔공산 갓바위가 있는 선본사이다. 선본사에는 약사여래를 모시는 전각인 유리광전이 있다.
또한 유명한 곳이 팔공산 동화사이다. 동화사에는 세계 최대 크기의 약사여래불인 통일대불이 있다.

## 특징
약사여래는 동방정유리(東方淨瑠璃)세계의 교주이다. 중생의 질병을 치료하고 재앙을 소멸해준다. 왼손에는 약병을 들고, 오른손으로는 수인을 맺고 있는데, 이 수인은 두려움을 없애주는 시무외인(施無畏印)이다.
이와 관련되어 삼국시대 신라의 선덕여왕이 병에 걸려서, 모든 약이 소용이 없었다고 한다. 이때, 밀본법사(密本法師)가 여왕의 침전 밖에서 『약사경』을 염송하여 병을 낫게 했다는 전승이 있다.

## 약왕보살
약사여래는 전생에 약왕보살이었다는 입장도 있다, 법화경에 있는 약왕보살본사품이 바로 약왕보살과 관련된 내용을 담고 있다.
약왕보살은 또 전생에 일체중생희견보살이었는데, 이때의 부처는 일월정명덕여래였다. 일월정명덕여래가 법화경을 설하였고, 일체중생희견보살이 이를 듣고 1만 2천년 수행을 하였다. 이 수행으로 현일체색신삼매(現一切色身三昧)를 얻게 된 일체중생희견보살은 일월정명덕여래와 법화경을 위해 공양을 하기로 마음먹었다. 일체중생희견보살 1,200년 동안 향유를 마시고 몸에 향유를 바른 뒤, 일월정명덕여래 앞에서 몸을 불살라 소신공양(燒身供養)을 한 내용을 담고 있다. 이는 불법을 몸보다 소중히 여는 신심의 극치를 상징하는 것이다.
약왕보살의 명호에 약(藥)이라는 명칭이 들어간다. 그래서 종종 약사유리광여래와 약왕보살을 혼동하는 사례가 있다. 그러나 이는 경전에서는 근거가 없다.
약사유리광 여래에 대해서는 약사유리광여래본원공덕경(藥師琉璃光如來本願功德經), 불설약사여래본원경(佛說藥師如來本願經) 약사유리광칠불본원공덕경(藥師琉璃光七佛本願功德經) 등에 나온다.
그러나 이들 경전에서는 약사유리광 여래의 과거 보살시 명호가 약왕보살이었다는 내용은 보이지 않는다. 한편 약왕보살은 석가모니 재세시의 보살로 각 경전에 제시된다. 그리고 법화경에 있는 약왕보살본사품에서는 약왕보살의 전생과 관련된 내용을 자세히 제시하고 있다.
그러나 이러한 약왕보살은 묘법연화경에서 석가모니 재세시의 보살로 제시된다. 예를 들어 묘법연화경에서 약왕보살이 석가모니 부처님에게 질문한다. 그리고 또 석가모니 부처님이 가르침을 주는 보살로 등장한다. 묘법연화경 제4권, 첨품묘법연화경, 정법화경 등에서 이런 내용이 제시된다. 또한 허공장보살경, 허공잉보살경, 허공장보살신주경(虛空藏菩薩神呪經) 등에서도 모두 석가모니 부처님의 가르침을 받는 보살로 등장한다. 그리고 미륵보살등과 대화를 주고받는 내용이 제시된다.
그래서 이러한 약왕보살을 정유리국토에서 이미 부처님으로 활동하시는 약사유리광여래와 관련시키는 것은 무리다. 약왕보살과 약사유리광여럐를 관련시키는 것은 단지 약왕보살 명호와 약사여래의 명칭에 약이라는 명칭이 공통하게 들어 있다는 사실 뿐이다. 그런 가운데 약왕보살과 약사유리광여래의 지위나 상호 관계에 대해 혼동을 일으키는 측면이 있다.
그러나 이처럼 약왕보살과 약사유리광여래의 관계를 이를 잘못 이해한다고 하자. 그러면 부처인 약사유리광여래가 석가모니 재세시 보살로 활동했다고 이해하는 것이 된다. 그리고 석가모니 재세시 부처님에게 질문을 하던 약왕보살이 약사유리광여래였다고 이해하는 것이 된다. 그러나 그런 이해는 너무 지나치다.

## 약사여래 12대원
이는 약사유리광여래본원공덕경(藥師瑠璃光如來本願功德經)에 나온다. 여기에는 약사여래가 전생에 약왕보살이었다는 내용은 나오지 않는다. 다만 다음처럼 소개하는 입장도 있다.
약사유리광여래본원공덕경(藥師瑠璃光如來本願功德經)(줄여서 약사경)에서 문수보살이 세존에게 묻자, 세존이 약사여래 12대원을 답해준다. 약사여래가 전생에 약왕보살로 수행을 할 때, 세운 12가지 대원이다.
1. 내가 다음 세상에서 바른 깨달음을 얻어 부처가 되면, 내 몸은 찬란히 빛나는 광명이 있어 헤아릴 수 없을 정도로 수많은 세계를 두루 비추며, 32가지 장부의 모습과 팔십 가지 아름다운 모습으로 장엄될 것이니, 모든 유정들의 몸도 내 몸처럼 똑같아지게 하겠나이다.
2. 내가 다음 세상에서 바른 깨달음을 얻어 부처가 되면, 내 몸은 유리처럼 투명하여 안팎이 깨끗하고 다시는 더러운 때가 없으며 광명은 크게 빛나고 공덕은 드높아 해와 달의 광명보다 훨씬 더 수승한 광명으로 장엄된 보배 그물에 편안히 머무르면서, 세간의 중생들이 어두운 밤에 어디로 갈지 방향을 몰라 헤맬 때 광명을 놓아 길을 열어서 가고 싶은 데로 가도록 해주고, 하고 싶은 일을 할 수 있도록 하겠나이다.
3. 내가 다음 세상에서 바른 깨달음을 얻어 부처가 되면, 한량없는 지혜방편을 사용하여 모든 유정들로 하여금 필요한 물건들을 모두 다 얻어 쓰게 하며 한 사람이라도 부족한 일이 없도록 하겠나이다.
4. 내가 다음 세상에서 바른 깨달음을 얻어 부처가 되면, 사악한 도를 행하는 모든 유정들을 부처님의 바른 깨달음 가운데에 편안히 머무르게 하며, 성문의 수행을 하는 자들과 벽지불의 수행을 하는 자들을 모두 대승법(大乘法)에 편안히 머물도록 하겠나이다.
5. 내가 다음 세상에서 바른 깨달음을 얻어 부처가 되면, 한량없이 많은 유정들이 나의 교법 가운데서 맑고 깨끗한 행실로 수행하여 모두 다 완전한 계율인 삼취정계(三聚淨戒)를 갖추어 지키며 설령 계율을 범하였을 지라도, 내 이름을 들으면 다시 청정한 계율을 얻어 나쁜 세계에 태어나지 않도록 하겠나이다.
6. 내가 다음 세상에서 바른 깨달음을 얻어 부처가 되면, 모든 유정들 중에서 몸은 천박한 불구자이며 지저분하고 더러우며 성질은 모질고 어리석으며, 장님 · 귀머거리 · 벙어리 · 손발이 오그라지는 병 · 절름발이 · 꼽추 · 문둥병 · 미친 병 등의 온갖 병으로 고통을 당하는 자들이, 내 이름을 들으면 모두 다 간교한 지혜는 바른 지혜가 되고 불구자의 몸은 정상적인 몸이 되어 온갖 질병의 고통에서 벗어나도록 하겠나이다.
7. 내가 다음 세상에서 바른 깨달음을 얻어 부처가 되면, 모든 유정들 중에서 온갖 병으로 고통을 당하면서도 치료해 주거나 믿고 의지할 사람이 없고 치료할 의약품도 없으며 친척들이나 편안히 쉴 집도 없고 가난의 고통을 하소연할 곳이 없는 자들의 귓가에, 내 이름이 단 한 번만이라도 스쳐 지나가기만 하여도 온갖 병이 없어지고 몸과 마음이 편안하고 즐거우며 집안 식구들과 생활하는데 필요한 물품들이 풍족해지고 나아가서는 위없는 깨달음을 얻도록 하겠나이다.
8. 내가 다음 세상에서 바른 깨달음을 얻어 부처가 되면, 모든 여인들이 여인의 온갖 나쁜 일로 고통을 받을 적에, 여자로 태어난 것을 몹시 싫어하여 여자의 몸을 버리길 원할 때, 내 이름을 들으면 듣는 그 즉시 여자의 몸이 남자의 몸으로 변하여 대장부의 모습을 갖추고 끝내는 위없는 깨달음을 증득하도록 하겠나이다.
9. 내가 다음 세상에서 바른 깨달음을 얻어 부처가 되면, 모든 유정들로 하여금 천마의 그물과 모든 외도들의 속박에서 벗어나게 하고, 여러 가지 나쁜 견해에 떨어져 있는 유정들을 바른 견해로 인도하여, 점차적으로 보살행을 닦아 하루라도 빨리 위없는 깨달음을 증득하도록 하겠나이다.
10. 내가 다음 세상에서 바른 깨달음을 얻어 부처가 되면, 모든 유정들이 포악한 임금의 나쁜 정치로 몸이 묶여 구속되거나 매를 맞거나 감옥에 갇히거나 사형을 당하며 강도들에게 강탈을 당하는 등의 수많은 재난으로 속을 태우며 슬피 우는 고통을 몸과 마음으로 받을 적에, 내 이름을 들으면 나의 복덕과 위신력으로 모든 재난의 고통에서 영원히 벗어나도록 하겠나이다.
11. 내가 다음 세상에서 바른 깨달음을 얻어 부처가 되면, 모든 유정들이 배고프고 목이 말라 먹고 마실 것을 얻으려고 여러 가지 나쁜 짓을 저지를 적에, 내 이름을 듣고 오로지 한 생각으로 받아 지니면, 나는 마땅히 최고로 맛있는 음식을 가지고 가장 먼저 그들을 배불리 먹도록 해준 다음에, 부처님께서 말씀하신 진리의 맛있는 음식(法味)을 가지고 필경에는 편안하고 즐거운 세계를 세워주겠나이다.
12. 내가 다음 세상에서 바른 깨달음을 얻어 부처가 되면, 모든 유정들이 가난하여 입을 옷이 없어 모기와 춥고 더운 고통을 밤낮으로 받을 적에, 내 이름을 듣고 오로지 한 생각으로 받아 지니면, 그들이 좋아하는 최고로 좋은 갖가지 옷을 얻도록 하고, 모든 보배로 만든 장엄구와 꽃다발, 몸에 바르는 향, 북을 치며 연주하는 음악, 여러 가지 재주 등을 마음에 원하는 대로 모두 다 만족하게 얻도록 하겠나이다.